# Луїза Мішель
Луїза Мішель (29 травня 1830 — 9 січня 1905) — французька освітянка, анархістка, феміністка, поетеса, письменниця, політична діячка, одна з ключових воячок Паризької комуни. «Французька велика дама анархії» їздила з виступами Європою. Першою використала чорний прапор на демонстрації в Парижі в березні 1883, що внаслідок цього став символом анархії.

## Біографія
Народилася 29 травня 1830 року як позашлюбна дочка Маріанни Мішель та сина будинку Етьєна Шарля Демахіса. Її виховували її бабуся та дідусь по батьковій лінії, Шарлотта та Шарль-Етьєн Демахі, на північному сході Франції. Дитинство провела в замку Вронкур-ла-Кот і отримала лібертаріанську освіту. Коли бабуся і дідусь померли, закінчила навчання та працювала вчителькою в селах.
У 1865 році відкрила в Парижі школу, яка стала відомою сучасними та прогресивними методами. Мішель листувалася з видатним французьким романтиком Віктором Гюго і почала публікувати вірші. Вона взяла участь у радикальній політиці Парижа, серед її однодумців були Огюст Бланкі, Жуль Валлес і Теофіл Ферре.
У 1869 році Андре Лео оголосив про феміністичну групу Société pour la Revendication du Droits Civils de la Femme (Товариство вимог громадянських прав жінок). В групі були Мішель, Поле Мінк, Еліска Вінсент, Елі та Ноемі Реклю, мадам Жуль Саймон, Кароліна де Баррау та Марія Дераїмз. Через широке коло думок група вирішила зосередитись на темі вдосконалення освіти дівчат.
Широко відома як Revendication des Droits de la Femme (Попит на права жінок), група мала тісні зв'язки з Кооперативним товариством Ouvriers et Ouvrières (Кооперативне товариство чоловіків і жінок). Таким чином, дружини войовничих членів кооперативу підписали маніфест Revendication des Droits de la Femme від липня 1869 року. Також маніфест підтримала Софі Доктрінал, підписавши контракт із Сітоєном Пуар'є (громадянином Пуар'є), який згодом стане близьким співробітником Мішель у Паризькій комуні. У січні 1870 року Мішель і Лео відвідали похорон Віктора Нуара. Мішель висловила розчарування тим, що смерть Нуара не була використана для повалення Імперії.

### Паризька комуна
Під час облоги Луїза Мішель увійшла до Національної гвардії. Коли була оголошена Паризька комуна, вона була обрана головою Комітету жіночої пильності Монмартру. Таким чином, Мішель зайняла провідну роль у революційному уряді Паризької комуни. У квітні 1871 року вона кинулася у збройну боротьбу проти французького уряду, тісно співпрацювала з Ферре та Раулем Ріго, двома найжорстокішими членами Паризької комуни. Однак Ферре і Ріго переконали її не реалізовувати свій план вбивства Адольфа Т'єра, виконавчого директора французького національного уряду. Натомість Мішель билася з 61-м батальйоном Монмартру та організувала станції швидкої допомоги. У своїх мемуарах пізніше написала: «О, я дикунка, гаразд, мені подобається запах пороху, виноград, що летить у повітрі, але перш за все я віддана Революції».
Жінки відігравали ключову роль у Паризькій комуні. Вони не лише головували в комітетах, але й будували барикади та брали участь у збройній боротьбі. Луїза Мішель ідеологічно виправдовувала войовничу революцію: «Я спустилася з Батта, з гвинтівками під пальтом, кричачи: Зрада! ... Наша смерть звільнила б Париж». Мішель була серед небагатьох бойовиків, які пережили Паризьку комуну, і міркувала: «Можливо, це правда, що жінки люблять заколоти. Що стосується влади, ми не кращі за чоловіків, але влада ще не зіпсувала нас».
У мемуарах Мішель зазначала, що реалії революційного уряду зміцнили її рішучість припинити дискримінацію жінок. Про ставлення своїх товаришів-чоловіків вона написала: «Скільки разів, під час Комуни, я їздила із нацгвардійкою чи солдаткою до якогось місця, де їм навряд чи довелося боротися з жінкою?». Вона закликала своїх товаришів «взяти участь у боротьбі за права жінок після того, як чоловіки та жінки відвоювали права всього людства?»
У грудні 1871 року Мішель була представлена перед 6-ою військовою радою, звинувачена у правопорушеннях, беручи участь у спробі повалення уряду, заохоченні громадян до озброєння та використання зброї та військової форми. З зухвалістю вона сказала суддям засудити її до смерті: «Здається, кожне серце, що б'ється за свободу, не має іншого права, крім трохи свинцю, тому я заявляю своє!». Мішель була засуджена до штрафного перевезення. За оцінками, 20 000 захисників Паризької комуни були страчені за короткий час. Мішель була серед 10 000 прихильників Комуни, яких засудили до депортації.

### Повернення до Франції
У 1880 році амністію отримали ті, хто брали участь у Паризькій комуні. Мішель повернулася до Парижа, не зменшивши революційна пристрасть. Вона дала публічну адресу на 21 листопада 1880 і продовжила свою революційну діяльність в Європі, взявши участь в анархістському конгресі в Лондоні в 1881 році, де вона вела демонстрації і говорила з величезними натовпами. Будучи в Лондоні, також відвідувала зустрічі в будинку Панхерстів на площі Рассела, де справила особливе враження на молоду Сильвію Панкгерст. У Франції вона успішно провела агітацію разом із Шарлем Малато та Віктором Анрі Рошфор за амністію, яку мали б також надати алжирським депортованим в Нову Каледонію.
У березні 1883 року Луїза Мішель та Еміль Пуже провели демонстрацію безробітних робітників. У результаті подальших заворушень 500 демонстрантів на чолі з Мішелем розграбували три пекарні і вигукували «Хліб, робота чи свинець». Звісно, Мішель очолила цю демонстрацію з чорним прапором, який відтоді став символом анархізму. Це було також першим зафіксованим використанням чорного прапора Анархії.
Мішель судили за її дії в результаті масових заворушень, вона використовувала суд для публічного захисту своїх анархістських принципів. За підбурювання до грабежу її засудили до 6 років карцеру. Мішель була звільнена у 1886 році, одночасно з Кропоткіним та іншими видатними анархістами.

### Заслання та подорожі з промовами
У 1890 р. знову заарештована. Після спроби помістити її у психіатричну лікарню вона переїхала до Лондона. Мішель прожила в Лондоні п'ять років. Вона відкрила школу і виступала серед європейських анархістських гуртків. Її Міжнародна анархічна школа для дітей політичних біженців відкрилася в 1890 році на площі Фіцроя. На вчення вплинув лібертаріанський педагог Пол Робін і застосував на практиці освітні принципи Михайла Бакуніна, підкреслюючи наукові та раціональні методи. Метою Мішель було розвинути серед дітей принципи гуманності та справедливості. Серед викладачів були заслані анархісти, такі як Вікторін Руші-Брохер, а також освітянки-початківиці, такі як Рейчел Макміллан та Агнес Генрі. У 1892 році школу закрили, коли у підвалі знайшли вибухівку.
Луїза Мішель брала участь у багатьох англомовних публікаціях. Деякі її твори переклала англійською поетеса Луїза Сара Бевінгтон. Опубліковані твори Мішель також переклав іспанською мову анархіст Соледад Густаво. Іспанська анархістка та захисниця прав трудящих Тереза Кларамунт стала відомою як «іспанська Луїза Мішель».
На той час Мішель стала відомою спікеркою, неодноразово їздила Європою, щоб виступити перед тисячами людей. У 1895 р. вона з Себастьяном Форе заснувала французьке анархістське періодичне видання «Лібертаріан» (тепер називається «Монберт Лібертер», «Лібертаріанський світ»). У тому ж році Мішель зустріла Емму Голдман на анархістській конференції в Лондоні, на якій вони обоє виступали. Молоду Голдман вразила Мішель, яка відзначила у неї «соціальний інстинкт, розвинений до крайності». Посилаючись на суворі умови життя Мішель, Голдман стверджувала: «Анархісти наполягають на тому, що умови повинні бути кардинально неправильними, якщо людські інстинкти розвиваються до таких крайностей за рахунок одне одного».
Мішель повернулася до Франції в 1895 р. і не брала участі в агітації, спровокованій справою Дрейфуса в 1898 р. У статті 1896 року «Чому я анархістка» Мішель стверджувала, що "Анархія не почне вічні біди заново. Людство у своїй боротьбі з відчаєм чіплятиметься до неї, щоб вийти з безодні". У 1904 році Мішель вирушила в конференц-тур французьким Алжиром. Вона мала зустрітися з антиколоніальною кампанією Ізабель Еберхардт, але Еберхардт померла незадовго до того, як Мішель прибула до Алжиру.
Луїза Мішель померла від пневмонії в Марселі 10 січня 1905 року. Її похорони в Парижі відвідали понад 100 000 людей. Могила Мішель знаходиться на кладовищі Леваллуа-Перре, в одному з передмість Парижа. Могилу утримує громада. Це кладовище також є останнім місцем спочинку її подруги та однокурсниці Теофіли Ферре.

## Публікації
- À travers la vie, поезія, Париж, 1894.
- Le Bâtard impérial, Л. Мішель та Дж. Вінтер, Париж, 1883.
- Le claque-dents, Париж.
- Ла-Комуна, Париж, 1898 рік.
- Contes et légendes, Париж, 1884.
- Les Crimes de l'époque, nouvelles inédites, Париж, 1888 рік.
- Захисна промова Луїзи Мішель, 1883. (пер. з фр. Олексія Соляника)
- L'Ère nouvelle, pensée dernière, suvenirs de Calédonie (пісні в'язнів), Париж, 1887
- La Fille du peuple par L. Michel et A. Grippa, Париж (1883) Fleurs et ronces, поезія, Париж,
- Le Gars Yvon, légende bretonne, Париж, 1882.
- Лекції encyclopédiques par cycles attractifs, Париж, 1888.
- Ligue internationale des femmes révolutionnaires, Appel à une réunion. Підпис «Луїза Мішель», Париж, 1882 рік.
- Le livre du jour de l'an: historiettes, contes et légendes pour les enfants, Париж, 1872.
- Lueurs dans l'ombre. Плюс d'idiots, плюс de fous. L'âme intelligente. L'idée libre. L'esprit lucide de la terre à Dieu. . . Париж, 1861 рік.
- Маніфесте та проголошення Луїзи Мішель з Парижу, підпис «Луїза Мабуль», Париж, 1883 рік.
- Мемуар, Париж, 1886 р. (Редакція та переклад Буллітта Лоурі та Елізабет Еллінгтон Гюнтер як Червона Діва : Спогади Луїзи Мішель, Університет штату Алабама, 1981,ISBN 0-8173-0063-5)
- Les Méprises, grand roman de mœurs parisiennes, par Louise Michel et Jean Guêtré, Париж, 1882.
- Les Microbes humains, Париж, 1886 р. (Переклад Брайана Стейблфорда як Людські мікроби ,ISBN 978-1-61227-116-3)
- `` La Misère '' Луїзи Мішель, 2-я частина, та Жана Гутре, 1-а частина, Париж, 1882.
- Le Monde nouveau, Париж, 1888 (переклад Брайана Стейблфорда як Новий світ ,ISBN 978-1-61227-117-0)
- Луїза Мішель на Віктора Гюго, література про в'язницю та багне (1871—1879) «Nous reviendrons foule sans ombre», «Lettres de тюрма та ду-бань» (1871—1879), адаптація Віржіні Берлінг, зб. Scènes intempestives à Grignan, вид. TriArtis, Париж 2016,ISBN 978-2-916724-78-2.

## У пресі
Життя Мішель часто обговорювали у французькій пресі, а також англомовній пресі у Великій Британії та США.